# Cryptolestes mexicanus
Cryptolestes mexicanus is een keversoort uit de familie dwergschorskevers (Laemophloeidae). De wetenschappelijke naam van de soort werd in 1988 gepubliceerd door Oldfield Thomas.